# Stevie Stiletto
Stevie Ray Stiletto (* 1956 in Chelsea, Massachusetts als Ray McKelvey; † 23. März 2013 in Jacksonville, Florida) war ein US-amerikanischer Punksänger. Sein Lebenswerk ist die von ihm gegründete und weitgehend nach ihm benannte Band Stevie Stiletto and the Switchblades.

## Leben
Im Alter von drei Jahren zog Stiletto mit seiner Familie von Chelsea nach Jacksonville. In der Junior High School stahlen er und sein Jugendfreund Frank Phillips unter dem Einfluss der Beatles die weißen Stiefel ihrer Schwester und malten sie schwarz an, um ähnlich auszusehen wie die britische Band. Gemeinsam gründeten sie die Band The Invaders mit Stiletto als Schlagzeuger und Sänger. In der High School entdeckte er Alice Cooper für sich und entschloss sich, Cooper nachzueifern. Im Jahr 1974 schloss er die Schule ab und schloss sich Coverbands an, erst 1983 folgte dann die Gründung seiner eigenen Punkband Stevie Stiletto and the Switchblades.
Seine Band teilte sich u. a. mit den Ramones, den Dead Kennedys, Motörhead, Megadeth, den Bad Brains, Iggy Pop, GG Allin und den Descendents die Bühne. Der nachhaltige Erfolg blieb aber aus. Zwischenzeitlich lebte er, und damit seine Band, in San Francisco, wo aufgrund räumlicher Nähe zu den relevanten Akteuren der Szene eher eine Chance auf Erfolg bestand, als im heimischen Jacksonville. Allerdings sabotierte sich die Band in dieser Zeit selbst, u. a. aufgrund von Stilettos Heroin- und Alkoholsucht. Aufgrund einer nicht sterilisierten Nadel, laut Stiletto die eines Tätowierers und keine Heroinnadel, handelte er sich Hepatitis C ein; später folgte eine Leberzirrhose aufgrund seines Alkoholismus.
Im Jahr 2009 erschien über Stiletto der Dokumentarfilm „My Life is Great: The Stevie Stiletto Story“, für den Kevin Dunn, ein Professor für Politikwissenschaften am Hobart and William Smith Colleges in Geneva, New York, verantwortlich zeichnete. Der zum damaligen Zeitpunkt 42 Jahre alte Dunn hatte als Teenager Stilettos Kassetten in Edge City gekauft und sich dessen Shows in den Clubs Cedar Hills Armory und 730 Club angesehen.
Das dritte Album seiner Band, „American Asshole“, wurde 1996 via S & F Entertainment auch in Deutschland veröffentlicht.
Stiletto hatte mit seiner geschiedenen Frau eine gemeinsame Tochter.

## Diskografie
- 1983: 13 Hits and more[1]
- 1985: It’s A Bogus Life (7", Razor Records)
- 1986: Another Stevie Stiletto Record # 12 (7", KML Records)
- 1987: Food For Flies (LP, KML Records)
- 1989: Smell The Sock (LP, Razor Records)
- 1996: An American Asshole (LP, S & F Entertainment)